# Ocha (rivière)
L'Ocha (en russe : Оша) est une rivière de Russie qui arrose l'oblast d'Omsk, en Sibérie occidentale). C'est un affluent gauche de la rivière Irtych, donc un sous-affluent de l'Ob.

## Géographie
La rivière fort peu abondante naît en Russie en tant qu'émissaire du lac Atchikoul (surface : 4,5 km2). Elle reçoit les eaux des émissaires des lacs Tenis (118 km2) et Saltaïm (146 km2). Elle se dirige d'abord vers l'est, coulant paisiblement dans la partie sud de la grande plaine de Sibérie occidentale. La seconde moitié de son parcours s'effectue globalement en direction du nord. Elle finit par se jeter dans l'Irtych en rive gauche, entre les localités de Lipovka et de Znamenskoïe. 
L'Ocha gèle à partir de la fin du mois d'octobre ou du début de novembre, et ce jusqu'à la seconde quinzaine d'avril.

## Hydrométrie - Les débits mensuels à Chtcherbakovo
Le débit de l'Ocha a été observé pendant 20 ans (entre 1979 et 1999) à Chtcherbakovo, localité située à quelque 43 kilomètres du point de confluence avec l'Ob. 
Le débit inter annuel moyen ou module observé à Chtcherbakovo durant cette période était de 4,95 m3/s pour une surface de drainage de 15 000 km2, soit plus ou moins 70 % de la totalité du bassin versant de la rivière.
La lame d'eau écoulée dans ce bassin versant se monte ainsi à 10,4 millimètres par an, ce qui peut être qualifié de très faible, même dans le contexte du sud de la plaine de Sibérie occidentale, région aux précipitations très modérées.
Rivière alimentée en partie par la fonte des neiges et en partie par les pluies d'été, l'Ocha est un cours d'eau de régime nivo-pluvial. 
Les hautes eaux se déroulent au printemps, du mois d'avril au mois de juin, et correspondent au dégel et à la fonte des neiges. De juillet à octobre le débit reste légèrement soutenu grâce aux précipitations sous forme de pluie. Au mois de novembre, le débit de la rivière baisse rapidement, ce qui mène à la période des basses eaux. Celle-ci a lieu de novembre à mars inclus et correspond à la longue période d'hiver et de fortes gelées qui s'étend sur l'ensemble de la Sibérie.  
Le débit moyen mensuel observé en mars (minimum d'étiage) est de 0,87 m3/s, soit plus ou moins 4,5 % du débit moyen du mois de mai (20,0 m3/s), ce qui témoigne de l'amplitude assez importante des variations saisonnières. Et ces écarts de débit peuvent être encore plus élevés selon les années : sur la durée d'observation de 20 ans, le débit mensuel minimal a été de 0,43 m3/s en février 1982 et février 1983 (430 litres), tandis que le débit mensuel maximal s'élevait à 75,8 m3/s en mai 1999.
En considérant uniquement la période estivale, libre de glaces (mai à septembre inclus), le débit mensuel minimal observé a été de 0,13 m3/s en septembre 1983. (130 litres par seconde).